# Khlong Sam Wa
Khlong Sam Wa (tiếng Thái: คลอง สาม วา, phiên âm: Khơ-long Xam Va) là một trong 50 quận của thành phố Băng Cốc, Thái Lan. Quận Khlong Sam Wa có diện tích km2, dân số là người.
Khlong Sam Wa được bao bọc bởi các quận huyện sau (từ phía bắc theo chiều kim đồng hồ): Nong Chok, Min Buri, Khan Na Yao, Bang Khen, Sai Mai và huyện Lam Luk Ka của tỉnh Pathum Thani.

## Lịch sử
Khlong Sam Wa được thành lập như là một huyện vào ngày 21 tháng 11 năm 1997 tách ra từ Min Buri. Khlong Sam Wa là tên của một huyện ở Min Buri và do đó tên được sử dụng là tên huyện.

## Hành chính
Quận được chia thành 5 huyện (Kwaeng).